# Lambula bifasciata
Lambula bifasciata är en fjärilsart som beskrevs av Rothschild 1912. Lambula bifasciata ingår i släktet Lambula och familjen björnspinnare. Inga underarter finns listade i Catalogue of Life.